# Tessiture Bernasconi
Le Tessiture Bernasconi sono state un'azienda tessile italiana attiva fra il 1872 ed il 1971.

## Storia
Per opera di Davide Bernasconi, nel 1872, a Cernobbio ebbe inizio l’attività dell’azienda che avrebbe portato il suo nome, con un complesso di sessanta telai meccanici, fra i primissimi in Italia, destinati a produrre tessuti di seta o misti con altre fibre naturali (cotone-lana). Il piccolo stabilimento in pochi anni si sviluppò fino a raggiungere, prima della fine del secolo, dimensioni importanti: 600 telai che davano lavoro a circa 1000 persone. Ben conscio che gli interessi aziendali viaggiavano in parallelo con quelli dell’intero settore, lo troviamo fra gli attivi promotori a Como della locale Associazione Serica e, insieme ad altri sedici imprenditori tessili, gettò le basi per la ricostituzione dell’associazione, erede di un organismo analogo fondato nel 1877 su iniziativa del grande imprenditore tessile laniero, senatore Alessandro Rossi di Schio, scioltasi per dissapori interni nel 1887. Nel 1899, il 6 marzo, la Ditta Davide Bernasconi si trasformò in Società Anonima di ventitré soci con capitale di 4.600.000 lire e portato a 4.950.000 lire nel 1905.
Tale capitale, imponente per i tempi, ne indicava la volontà di sviluppo gettando pertanto le basi finanziarie necessarie. Lo sviluppo seguì, sia in termini di impianti industriali, sia in varietà di prodotti, sia in conquista di mercati: già in quell’anno furono acquistati gli stabilimenti di Morbegno e Cantello. Seguirono gli acquisti degli stabilimenti di Solbiate nel 1906 e di Maccio nel 1908. Il prodotto serico del complesso raggiunse circa sei milioni di metri all’anno, commercializzato già nei cinque continenti. Fin da allora la gamma dei prodotti si distinse in tre categorie: tessuti per abbigliamento femminile, per cravatte e per ombrelli.
Dopo la Prima Guerra Mondiale, vi fu una serie di importanti acquisizioni favorito dall'aumento di capitale avvenuto nel 1919. Agli stabilimenti già esistenti, si aggiunsero quelli di Figliaro e Giussano e uno di torcitura a Pomerio. Nel 1922, il fondatore morì. Le redini del complesso passarono al figlio Leopoldo, affiancato dal cognato Raniero Pusterla. La crescita dell'azienda proseguì anche negli anni Venti, con un ulteriore incremento del capitale nel 1925, e l'apertura di un nuovo stabilmente a Cagno. La crisi economica del 1929 colpì l'azienda, la quale dovette chiudere gli stabilimenti di Maccio, Cantello e Figliaro. Vi furono segnali di ripresa nel 1933, che portarono alla riapertura di Maccio e Cantello, e nel 1937 anche di Figliaro. Alla fine degli anni Trenta, l'azienda raggiunse la sua massima espansione includendo anche lo stabilimento di Bulgarograsso.
Con lo scoppio della Seconda Guerra Mondiale, inizia un periodo di crisi. Lo stabilimento di Maccio venne sgomberato per essere infine ceduto alle produzioni di guerra della ditta Maserati, fu fermata la produzione di tessuti di seta per l'impossibilità di approvvigionarsi di materie prime e fu interrotto il commercio di ombrelli con il Nord America, che costituiva una significativa quota della società. L'attività aziendale mostrò una breve ripresa alla fine della guerra. Con il progresso delle tecnologie produttive, anche all'estero, e la diffusione delle fibre sintetiche, le Tessiture Bernasconi si trovarono in difficoltà a soddisfare le richieste del mercato con prezzi competitivi. Nel corso degli anni Cinquanta si giunse alla chiusura dei vari stabilimenti, tranne quello di Cernobbio. Nel corso degli anni Sessanta, si tentò un riposizionamento tramite accordi di joint-venture con altre aziende, ma senza grandi risultati. L'assemblea del 14 ottobre 1971 deliberò di sciogliere la società mettendola in liquidazione.